# 舘プロ
株式会社舘プロ（たちプロ、英語: TACHI PRO, INC.）は、俳優の舘ひろしが設立した芸能プロダクション。

## 概要
2021年1月16日付の石原プロモーション（以下「石原プロ」）解散に伴い、石原プロ時代から映画製作へのこだわりを持っていた舘ひろしが2020年末に「先代達の思いを継ぎたい」として事務所の設立を決意したことに始まる。
同年3月17日に舘が設立を発表し、4月1日に営業を開始した。舘曰く、自身の苗字を冠した社名は「何か恥ずかしい」。石原プロ時代のスタッフも移籍しているが、舘自身は「社長と呼ばれるのは恥ずかしい」として経営には関与せず、１人目の所属俳優として活動する。
運営に際しては石原プロとの関係も深かったテアトルアカデミーと連携し、事務所もテアトルアカデミーの自社ビルの一角に構える。経営も舘の友人でありテアトルアカデミーの創業オーナー一族の浅井武士が代表取締役として担当している。
舘のシルエットをあしらったロゴはライトパブリシティの栗本知樹によるもの。
開業当初は名実共に舘の個人事務所であったが、7月13日付で男女5人（石原プロ時代の俳優も含む）のタレントが所属したことを発表。石原プロ時代、所属タレントは「石原軍団」の愛称があったが、それになぞらえ「舘軍団」結成と報じられた。
2024年の舘出演の映画「帰ってきた あぶない刑事」では、製作出資のほか、スタッフの山崎智広がプロデューサーとして制作に参加しており、自分の映画を作る目標に向かって少しずつ歩を進めている。

## 所属タレント
- 舘ひろし（石原プロから移籍、所属俳優第1号）
- 池田努（石原プロから移籍）
- 小越勇輝（業務提携：K-point）
- 増本尚（石原プロから移籍）
- 青柳尊哉
- 竹内夢（業務提携：テアトルエンターテインメント）
- Anna（業務提携：テアトルエンターテインメント）
- 黒川想矢

## 役員
- 代表取締役：浅井武士（前述）
- 常務取締役：山崎智広（石原プロから移籍）
- 取締役：齋藤厚子（石原プロから移籍）